# لوك داير
لوك داير (بالإنجليزية: Luke Dyer)‏ هو لاعب دوري الرغبي أسترالي، ولد في 15 أغسطس 1981 في Penrith, New South Wales ‏ في أستراليا.